# Label européen de protection des données
Le label européen de protection des données est la certification européenne officielle de protection des données en vertu du règlement général sur la protection des données (RGPD). Conformément à l'article 42 du RGPD, l'objectif de cette certification est de démontrer « la conformité au RGPD des opérations de traitement effectuées par les responsables du traitement et les sous-traitants ». Le RGPD contient plus de 70 références à la certification, englobant diverses obligations, telles que :
- Adéquation des mesures techniques et organisationnelles ;
- Partage des données avec les responsables du traitement des données ;
- Protection des données dès la conception et par défaut ;
- Transferts internationaux de données.

L’adoption des labels européens de protection des données relève de la responsabilité du Comité européen de la protection des données (CEPD) et est reconnue dans tous les États membres de l’UE et de l’EEE.